# Reading, Massachusetts
Reading är en kommun i Middlesex County i Massachusetts i USA med 27 747 invånare 2010. Kommunen är belägen 16 km norr om centrala Boston.
Orten grundades 1644 av engelska nybyggare, där namnet kommer ifrån staden Reading i England. Under amerikanska inbördeskriget dog 10% av den manliga befolkningen och ett monument har byggts för att hedra de stupade. 

## Bilder

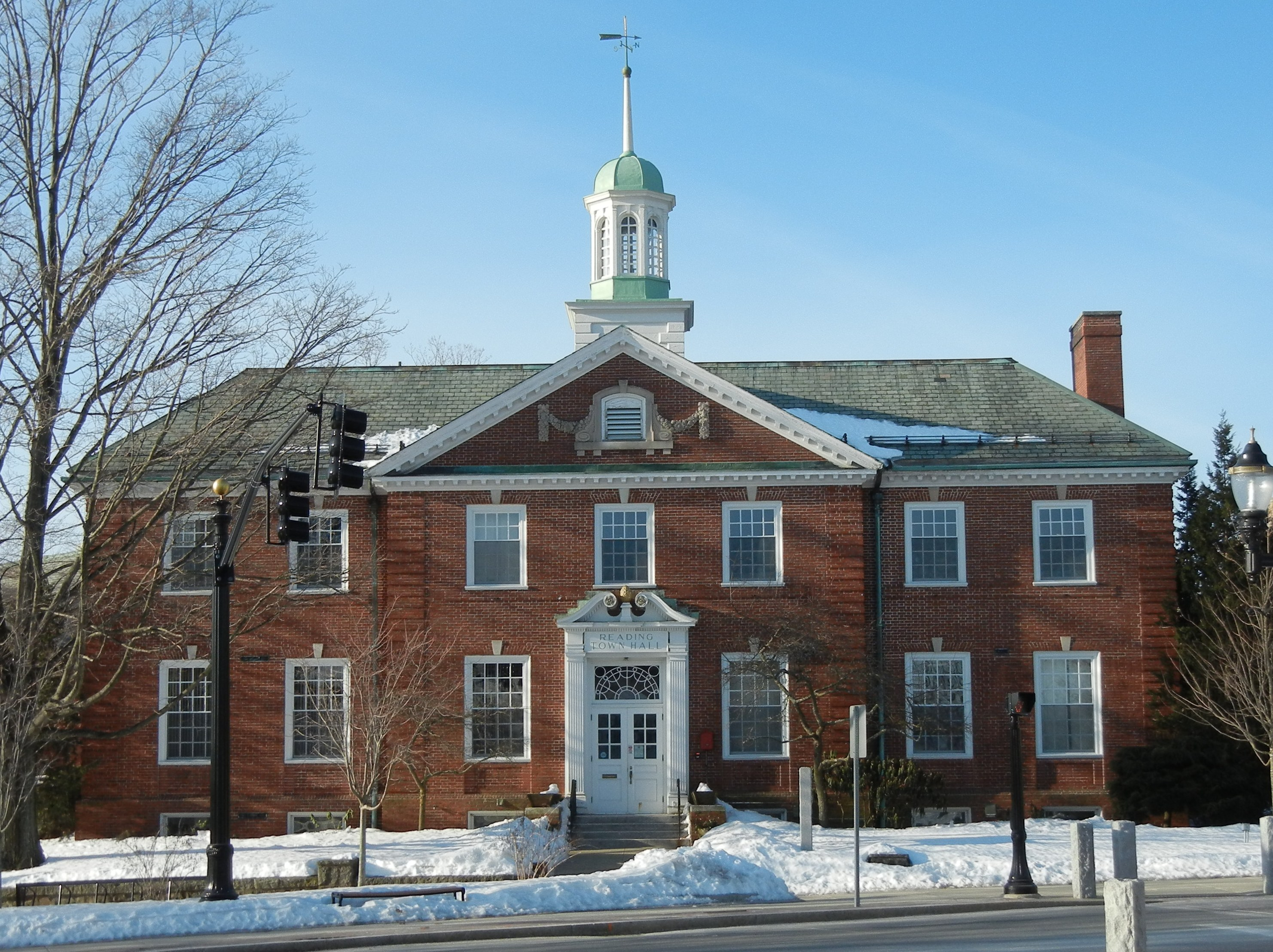
Readings kommunhus.
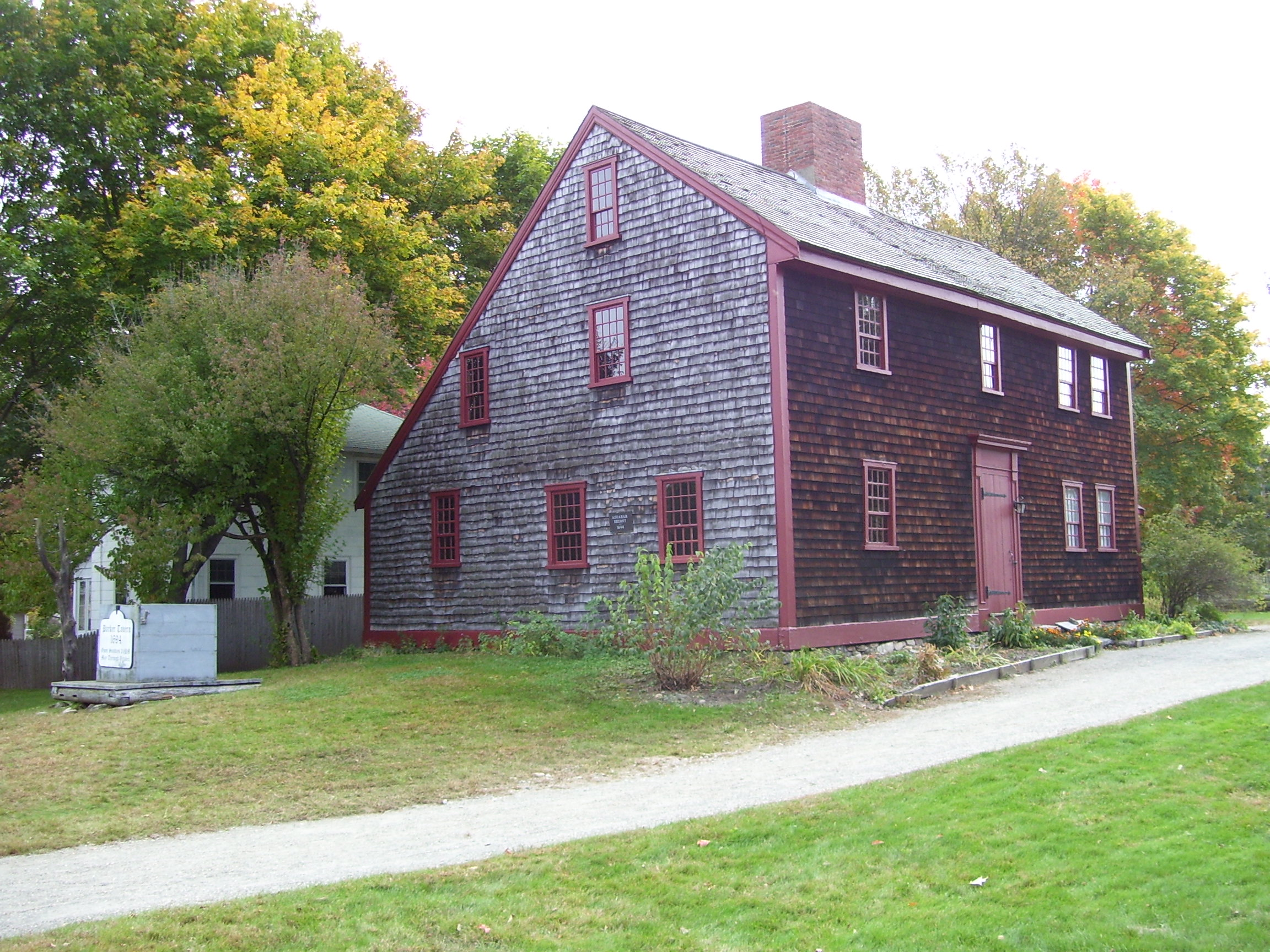
Parker Tavern, byggt 1694, är den äldsta kvarvarande byggnaden i Reading.
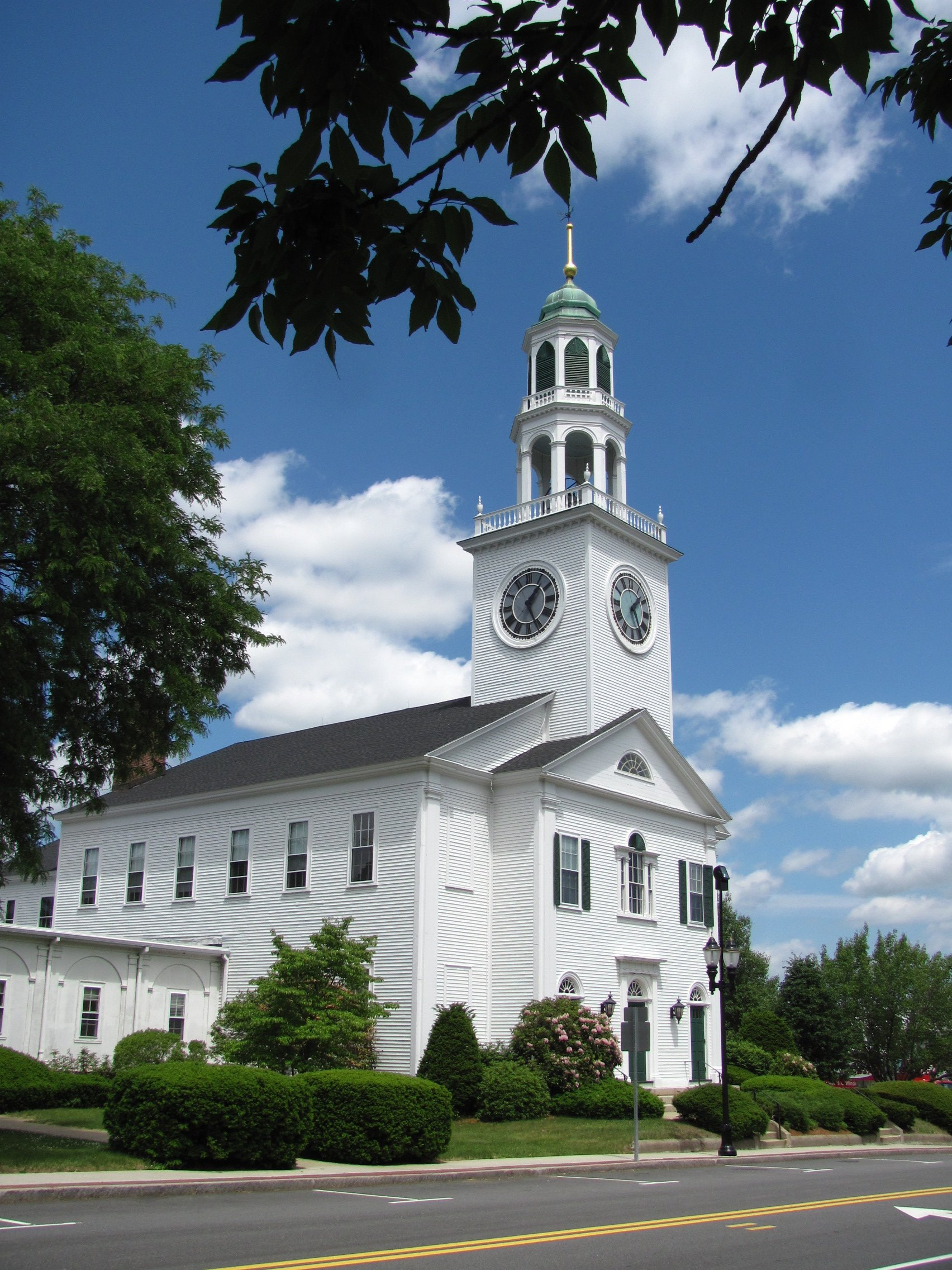
En metodistkyrka i Reading, Massachusetts.
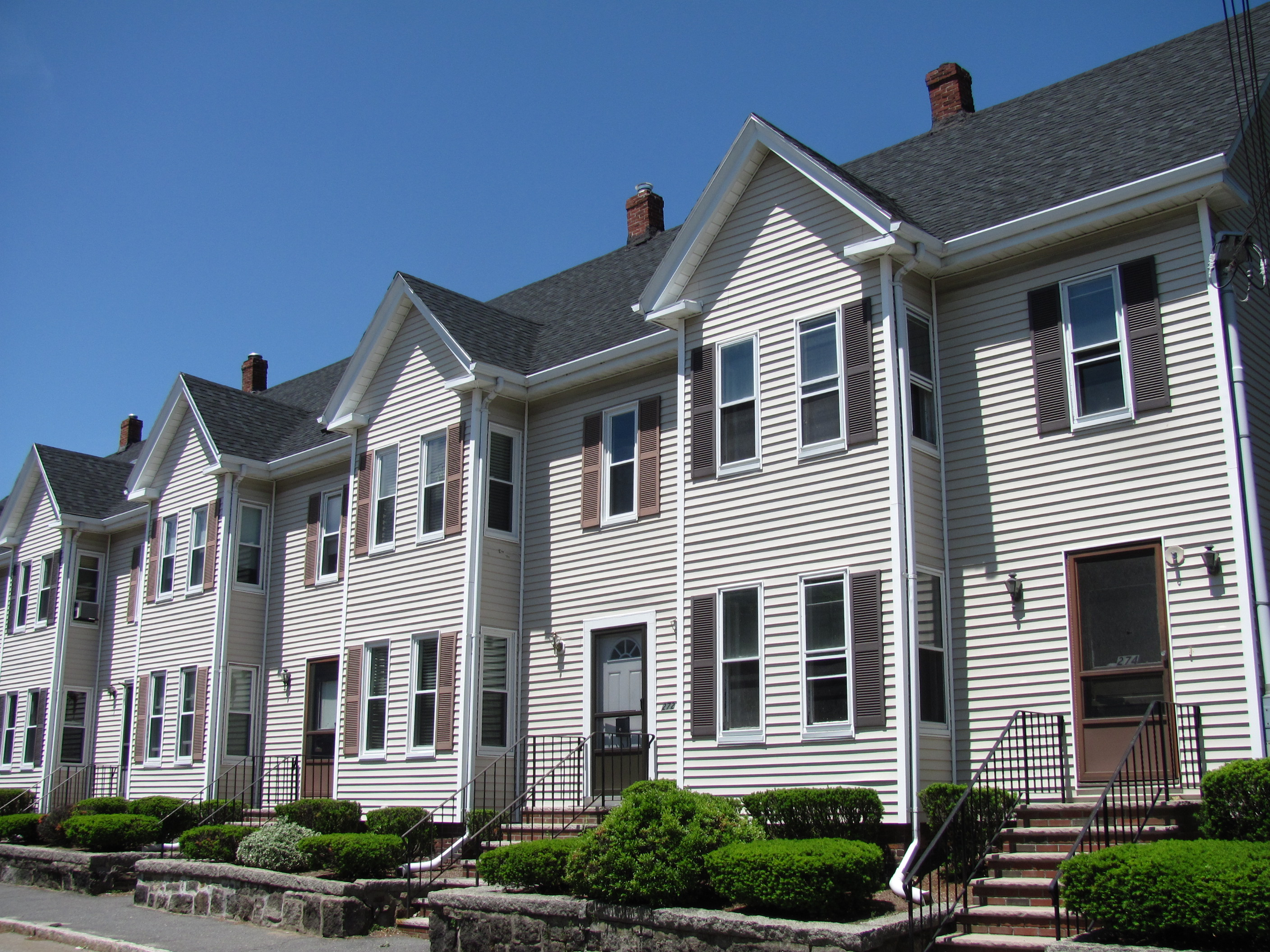
Radhus på Haven Street.
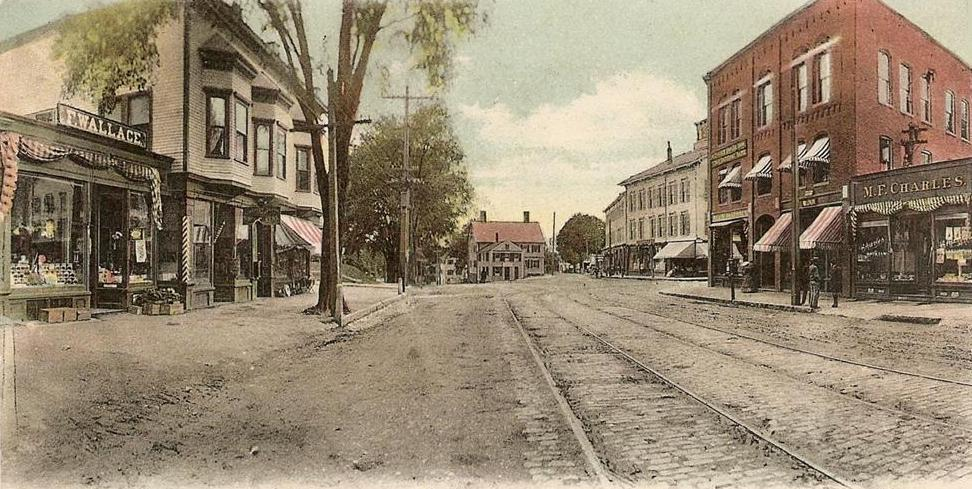
Vykort över Reading från 1905.